# ホット・スポット 最後の楽園
『ホットスポット 最後の楽園 〜地球・生命の物語〜』（Life Force）は、2011年にNHNZ、NHK、フランステレビジョン、サイエンスチャンネルアニマルプラネットが共同製作したテレビ番組、およびそれに基づいた書籍である。通称は「LF」である。

## 概要
福山雅治や何十人もの科学者へのインタビューに基づいてホットスポットという地域にどんな生物が現れるかを予想した。それらをニュージーランド、ウェリントンにあるコンピュータグラフィックス社のwetaによるコンピュータグラフィックス画像で表現した。
書籍の日本語版は日本放送出版協会から発行された。ほぼ同時期にテレビ版もNHKのNHKスペシャル枠内にて放送され、後にBlu-ray・DVDが2011年9月22日に発売された。恩賜上野動物園でイベントなどが開かれたほか、生息する生物のフィギュア化もなされた。
2014年10月から2015年3月には、第2シリーズが放送された。Blu-ray・DVDは、2016年1月27日に発売された。
2020年1月から8月まで第3シリーズが放送された。Blu-ray・DVDは、2020年12月23日に発売された。

## season1（2011年1月 - 12月放送）
NHKスペシャル
| 放送日         | タイトル                                                                               |
| -------------- | -------------------------------------------------------------------------------------- |
| 2011年1月10日  | プロローグ 地球・生命の物語                                                            |
| 2011年1月30日  | 第1回 マダガスカル 〜太古の生命が宿る島〜 ※科学技術映像祭 自然・くらし部門 優秀賞 受賞 |
| 2011年2月6日   | 第2回 ブラジル・セラード 〜光る大地の謎〜                                              |
| 2011年4月17日  | 第3回 オーストラリア 〜不毛の大地に生まれた"奇跡"〜                                    |
| 2011年5月1日   | 第4回 ニュージーランド 〜飛べない鳥たちの王国〜                                        |
| 2011年5月29日  | 第5回 東アフリカ・神秘の古代湖 〜怪魚たちの大進化〜                                    |
| 2011年6月26日  | 第6回 日本 〜私たちの奇跡の島〜                                                        |
| 2011年1月1日   | 福山雅治 最後の楽園をゆく ※ホットスポットのメイキング                                  |
| 2011年4月30日  | 福山雅治 最後の楽園へ ※福山雅治が撮影した未公開の写真や現地でのロングインタビュー      |
| 2011年12月29日 | ホットスポット 最後の楽園 スペシャル 福山雅治が語る"命"の旅                            |

### 序盤
インド洋ではマダガスカル、大西洋ではブラジルまでこれを紹介する。恐竜の絶滅で空っぽに近い状態となった島に奇跡をもたらしたのは、ある特殊な能力をもった動物たちだった。ブラジル高原は乾燥した草原となり、草原には数百万のアリ塚が立ち並びオオアリクイやアルマジロが暮らす。雨期の始め無数のアリ塚が夜一斉に光り始める。そこにはある巨大哺乳類の絶滅が係わっていた。
以下、描かれている地域と生物を列挙する（カッコ内はテレビ版のタイトルと生物の別名）。
- マダガスカル・インド洋諸島 （マダガスカル 太古の生命が宿る島）
- バオバブ
マダガスカルに生息する巨大な木。
- インドリ、ワオキツネザル、ベローシファカ、アカビタイキツネザル
マダガスカルに生息し、季節と共に移動するサル
- アイアイ
アバヒ
ピグミーネズミキツネザル
夜に現れるサル。森林や竹林に生息する。ただし祝日とお盆、年末年始の夜は現れない。
- カメレオン
森林や竹林に生息するトカゲ
- マンテラガエル
平原に生息するカエル
- トマトガエル
- フォッサ
巨大な犬歯を持つマングース
- テンレック
岩場に棲むトガリネズミ
- マングース
岩場に潜んで狩りをするイタチ
- セラード（ブラジル・セラード 光る大地の謎）
- シロアリ
陸上性のゴキブリの子孫
- オオアリクイ
鉤爪で壊し、長さ60cmの舌でなめ取っている。メスは幼獣を背に乗せて移動する。
- ヒカリコメツキ（コメツキムシ科の一部の分類群）
幼虫の大きさはおよそ3cmで、一つのアリ塚に1,000匹が棲んでいる。乾季の終わりが近い9月の夜になると、アリ塚の穴は緑の光を放つが、これはヒカリコメツキの幼虫の頭の後ろ5mmほどの部分が光っているからである。この幼虫はアリの羽蟻などの昆虫の走光性を利用して誘引し、接近した昆虫を捕食する。
- ムツオビアルマジロ、オオアルマジロ
鎧がある獣
- オクシミクテルス
アルマジロの壊したアリ塚でおこぼれにありつくげっ歯類
- コンゴウインコ
大型のカラフルなインコ
- ハキリアリ
草を草を刈り取り、栄養にキノコを栽培しているアリ。
- エンビタイランチョウ
平原に生息する鳥
- アカノガンモドキ
飛ぶことをやめた巨大な鶴
- テグー
鳥の巣を襲って卵を食べる大型のトカゲ
- アメリカバク
日中に活動する獣
- アリツカゲラ（キツツキの一種）
キツツキが巣を作れるような木がないために、アリ塚の上部に直径15cm程度の穴を開け、その中に卵や雛を置いている。
- アナホリフクロウ（フクロウの一種）
アリ塚の傍に巣穴を掘り、昼夜はアリ塚の上に止まり、獲物を探して暮らしている。
- アメリカチョウゲンボウ
猛禽類
- ナンベイタゲリ
素早く飛ぶタゲリ
- シギダチョウ
ナンベイタゲリによく似ているが飛ぶことをやめた鳥。
- レア
セラードで最大の鳥
- タテガミオオカミ
ネズミや小鳥、アルマジロなどの動物食と果実などの植物を食べる雑食性のイヌ。

地球は2000年かけてゆっくりと温暖化していく。マダガスカル、ブラジルに適応していた生物は新たな生態が始まる。

### 中盤
火山活動によって二酸化炭素の濃度が上がり、地球は巨大な温室と化している。大陸のほとんどが水没した。ニュージーランドからニューカレドニア付近の海域にあるジーランディアは典型的な例で、他にインド洋南部のケルゲレン海台もこれらに当たる。オーストラリアは不毛の大地と化し、木々がまばらに生い茂る。インドはアジア（TV放映版ではユーラシア大陸）と衝突し、ヒマラヤを作り上げる。
- ニュージーランド（ニュージーランド 飛べない鳥たちの王国）
- キーウィ、モア
飛ぶことをやめた鳥
- フクロウオウム（カカポ）
飛ぶことをやめた鳥オウム
- ハシブトペンギン
ニュージーランド（スネアーズ諸島）固有のペンギン
- スネアーズリーフ
種族名は設定されていないが、スネアーズ諸島では海藻がサンゴ礁を発達させている。受精を海流まかせにしていたための花を獲得している。
- ツギホコウモリ
地を這うように歩くコウモリ
- ニュージーランドアホウドリ
海鳥のくせに海鳥を呼び外敵から守るアホウドリ
- ニュージーランドクイナ
飛ぶことをやめた鳥
- ニュージーランドコマヒタキ
ヒタキ
- ニュージーランドジャイアントランドスネイル
肉食のカタツムリ
- ハイイロミズナギドリ
ニュージーランドアホウドリと共生して朝に空を舞い、外敵から守るミズナギドリ。
- ミヤマオウム（ケア）
高山帯の森林や草原などに生息しサイレンみたいな鳴き声をしているが食物の少ない環境に対する適応として知能や体力、学習能力、好奇心、協調性、適応性が極めて高く、ゴミ箱の蓋を外す、ボルトナットを外す、自転車のタイヤに噛み付いてパンクさせるなど、極めて簡単にこなすことができる。
- オーストラリア南西部（オーストラリア）
- アカカンガルー
有袋類
- エミュー
オーストラリア最大の鳥
- ペレンティオオトカゲ
150tにも成長する巨大なトカゲ
- モロクトカゲ
目が突き出たトカゲ
- フクロミツスイ
灼熱の過酷な環境を生き抜いてきた小型の有袋類。哺乳類では唯一花の蜜と果実の汁を専食することが和名の由来。
- メジロキバネミツスイ
花の蜜と果実の汁を専食するが無害な鳥
- バンクシア
オーストラリア南西部に生える植物であり蜜を専食しても無害である。
- ディンゴ
4匹でカンガルーを捕食するタイリクオオカミ。アボリジニがオーストラリアに移住する際、一緒に連れてきたと考えられている。
- ヒマラヤ（ヒマラヤ山脈 天空の王国）
- アカツクシガモ、インドガン、オグロヅル
毎年ヒマラヤに現れる水鳥
- タイリクオオカミ
読みきりだけの犬だが連載にも!?ちなみに読切りでは連載よりももっと大きかった。
- ゴールデンラングール
ゴールデンの猿。
- ターキン
偶蹄類。一時期は1400体頭ほど確認されていたが、近頃は姿を見せていない。
- ナナミゾサイチョウ
サイチョウ。虹彩は赤いのであり、眼の周囲には羽毛が無く、皮膚が露出している。レベルに似合わないほど高価な値段で取引されるが、開発による生息地の破壊、ペット用の捕獲などにより規制がかかってしまっている。
- ヒゲワシ
ワシ
- ユキヒョウ
大きなヒョウで、高山性生物へ進化する過程にいる。中央アジアからチベット、アフガニスタン、カシミール、ヒマラヤ山脈などの高原や山岳地帯に生息する。夏は森林限界より上の高度6000m付近の高原や高山で過ごし、冬になると獲物を求めて2000m程度の森林地帯まで降りてくる。岩山の斜面では長い尾で巧みにバランスをとり、ごつごつして不安定な岩の上でも軽々と動く。岩の間にできた洞穴を住処とし、雌は1度に2頭 - 4頭の子どもを産み育てる。高山は餌となる動物が少ないので、必然的にその食性は幅広くなり、自分の3倍もの大きさの動物でも仕留めて食べることがある。狩りの対象となるのは、アイベックス、マーコール、バーラル（アオヒツジ）、ジャコウジカ、イノシシ、ウサギそれに鳥類である。
- バーラル
高山性の哺乳類。植物を食べて暮らしているが、自らがユキヒョウたちに食べられる運命にある。

ニュージーランドでは人類の到来以降は、持ち込まれた哺乳類動物（ネコ、ネズミ、イタチなど）によってこうした生態系が大きく撹乱された。現在では生物の持込には厳しい制限を敷く保護政策がとられる。オーストラリア南西部では近年の旱魃は周囲の動植物、とくにカンガルーに大きな影響を与えた。大火災が起きオーストラリア南西部に燃え移った。オーストラリア南西部の大量絶滅が起きるが、それでも有袋類の生態は続いていく。

### 終盤
大地溝帯が提示されている。大地溝帯の中央には山が広がり、そこに住む生物は山に適応していたものに限られる。インド洋から大地溝帯に向かって吹く風は、東部では海岸の山脈に遮られ、サバナに雨が降ることはほとんどない。一方、日本には雨が降り続け、森に覆われている。
- 古代湖 （古代湖）
- タンガニーカ湖
1000万年前、大地溝帯が出来始めた時から水が溜り、数百万年もの歴史がある古代湖。
- シクリッド
条鰭綱スズキ目カワスズメ科の仲間を指す。
- カリプテルス
巻貝の殻を集めて、中に産卵する。他の巣から失敬してくるのであり、この時（他所の）雌と稚魚ごと持ってきて、砂を掛けて追い出し、その後自分のものとして使うという周到さ。
- クーヘ 
体長：80cm、湖で最大種。2万個の卵を雌雄ペアで守る。稚魚を口の中に入れ沖へと引越しをするが、ここから、口の中で子育てをする種が生まれたとされる。
- マラウイ湖
200万年以上の湖。800種以上のシクリッド全てが口の中で子育て。DNA解析の結果、マラウイ湖のシクリッドは全てタンガニーカ湖のただ1種を起源に持つ。200万年で800種になることは、人類とチンパンジーが共通の祖先から分かれたのが700万年前であることと比べても、際立って早いという。過密な環境がもたらした、激しい競争の結果。シクリッドは、種によって食べ物や食べ方（口などの構造）が異なり、棲み分けを行っている。
- カンパンゴ （Kampango）（Bagrus meridionalis）
条鰭綱ナマズ目ギギ科
すり鉢状の巣の底で、ペアで子育てをする珍しいナマズ。子育ての間狩りをするのは雌で、雄は巣を守る。夜はシクリッドを襲うナマズが、昼はシクリッドに稚魚を狙われる。雌は、稚魚に自らの無精卵をエサとして与える。この生態が確認されているのは、現状カンパンゴのみ。
- サプア 
ナマズ。カパンゴの産卵と同時期に、カパンゴの巣に産卵し、先に孵化しカパンゴの卵や稚魚を食べ尽くしてしまう。カパンゴは、そうとは知らずサプアの子供を守り、育てるという托卵の一種。
- サカサナマズ
口の中で子育てをするシクリッドに托卵。親が口から出すのは、このナマズの稚魚のみ。
- ヴィクトリア湖
およそ100万年の歴史を持つ古代湖。かつて「ダーウィンの箱庭」と言われるほど魚の種類は多かったが、現在水は濁り、絶滅が進んでいる。その主因は、人間が持ち込んだナイルパーチというスズキ亜目アカメ科の肉食の外来魚。50年間で、数百種のシクリッドが絶滅したとする研究者もいる。ナイルパーチの加工品は、日本にも輸出されている。ナイルパーチを巡る社会問題をテーマに、ドキュメンタリー映画『ダーウィンの悪夢』が作られた。
- ナイルパーチ
条鰭綱スズキ目アカメ科アカメ属
最大全長：2 m 体重：200 ㎏
食用として、白身魚のフライや、回転寿司のネタとして使用されている。
- 日本（日本）
- ヒカゲヘゴ
ヘゴ
- ルリカケス
日本（奄美大島、加計呂麻島、請島）固有種
- アマミノクロウサギ
日本（奄美大島、徳之島）固有種
- イリオモテヤマネコ
ヤマネコ
- ブナ
落葉広葉樹。
- キクザキイチゲ、シラネアオイ
花。日本ではしばしば暴風雨が発生し、嵐に巻き込まれたブナの腐りかけた倒木。花はそれを見つけされている[要校閲]。
- ナガレタゴガエル
- ニホンザル

## seoson1後 特番（2013年1月 − 2014年3月放送）
NHK、NHKスペシャル
| 放送日        | タイトル                                                         |
| ------------- | ---------------------------------------------------------------- |
| 2013年1月3日  | NHK「福山雅治 最後の楽園を行く 〜大自然へ 新たな旅が始まった〜」 |
| 2013年8月16日 | NHKスペシャル「ホットスポット 生命（いのち）の教室」             |
| 2014年3月24日 | NHK「福山雅治 最後の楽園を行く 〜野生の王国 アフリカへ〜」       |

## season2（2014年10月 − 2015年3月放送）
NHKスペシャル
| 放送日         | タイトル |
| -------------- | --- |
| 2014年10月11日 | プロローグ 生命を巡る地球の旅 星出彰彦×福山雅治×滝川クリステル -3人のエキスパートが語る生きものたちへの思い、地球への眼差し- |
| 2014年10月12日 | 第1回 謎の類人猿の王国 〜東アフリカ大地溝帯〜                                                                                |
| 2014年11月16日 | 第2回 赤い砂漠と幻の珍獣 〜ナミブ乾燥地帯〜                                                                                  |
| 2014年12月7日  | 第3回 緑の魔境 生物の小宇宙 〜中米 コスタリカ〜                                                                              |
| 2015年1月11日  | 第4回 天空の秘境 パンダの王国 〜中国 南西山岳地帯〜                                                                          |
| 2015年2月15日  | 第5回 巨木の森 空飛ぶ動物たち 〜スンダランド ボルネオ島〜                                                                    |
| 2015年3月15日  | 第6回 太古の動物 奇跡の楽園 〜インドとスリランカ〜                                                                           |

- 第1回  
  - チンパンジー
  - ボノボ
  - アビシニアコロブス
  - アカコロブス
  - サスライアリ
  - ハシビロコウ
  - ジョンストンカメレオン
  - ロスチャイルドキリン
  - ハイギョ
  - コガネグモ
- 第2回  
  - ゾウ
  - キリン
  - ツチブタ
  - ジャッカル
  - ナマクアカメレオン
  - アンチエタヒラタカナヘビ
  - ペリングウェイアダー
  - ミナミアフリカオットセイ
- 第3回 
  - ケツアール
  - プラチナコガネ
  - ヒノドハチドリ
  - スカシマダラ
  - モルフォチョウ
  - ノドジロオマキザル
  - ハナグマ
  - タベブイア
  - ジャガー
  - ウオクイコウモリ
  - シロヘラコウモリ
  - オリーブヒメウミガメ
- 第4回 
  - ウンナンシシバナザル
  - ヤク
  - キンシコウ
  - パンダ
  - サイガ
- 第5回  
  - マレーグマ
  - オランウータン
  - ウンピョウ
  - アブラヤシ
  - ボルネオゾウ
- 第6回 
  - アジアゾウ
  - ホソロリス
  - シシオザル
  - インドオオリス
  - オオサイチョウ
  - インドハナガエル
  - ナマケグマ
  - インドヒョウ
  - ベンガルトラ

## season3（2018年8月 − 2020年8月放送）
NHKスペシャル
| 放送日        | タイトル                                                   |
| ------------- | ---------------------------------------------------------- |
| 2018年8月11日 | ホットスポット特別版 「福山雅治 新たなる旅へ」             |
| 2020年1月26日 | 第1回 巨大生物が集う海 〜カリブ海 ユカタン半島〜           |
| 2020年2月22日 | 第2回 砂漠と氷河のロストワールド 〜南米 アンデス山脈〜     |
| 2020年3月29日 | 第3回 進化の魔法 息づく島々 〜東南アジア ウォーレシア〜    |
| 2020年4月26日 | 第4回 天空と荒野の両極世界 〜アフリカ エチオピア高原〜     |
| 2020年6月7日  | 第5回 太古の命守る奇跡の森 〜ブラジル マタアトランティカ〜 |
| 2020年8月23日 | 命をめぐる10年の記録                                       |

## season4（2025年12月 − 2026年1月放送予定）
NHKスペシャル

## 書籍
- ＮＨＫ「ホットスポット」プロジェクト 編『NHKスペシャル ホットスポット 最後の楽園 （NHKスペシャル）』NHK出版、2011年。ISBN 4140814829。

## DVD ブルーレイ
- 「NHKスペシャル ホットスポット 最後の楽園 BOX」 2011年9月22日発売
- 「NHKスペシャル ホットスポット 最後の楽園 season2 BOX」 2016年1月27日発売
- 「NHKスペシャル ホットスポット 最後の楽園 season3 BOX」 2020年12月23日発売